# Músculo escaleno anterior
O músculo escaleno anterior repousa profundamente na porção lateral do pescoço, atrás do esternocleidomastoideo, responsável também pelos movimentos da coluna vertebral e ajuda na respiração.
Origem: Tubérculos anteriores dos processos transversos das vértebras cervicais C3 a C6,
Inserção: Tubérculo escaleno na borda interna e superfície superior da 1ª costela.
Adiante do músculo escaleno anterior desce o nervo frênico (ramo de C4 que percorre o tórax e inerva o diafragma)

## Imagens adicionais

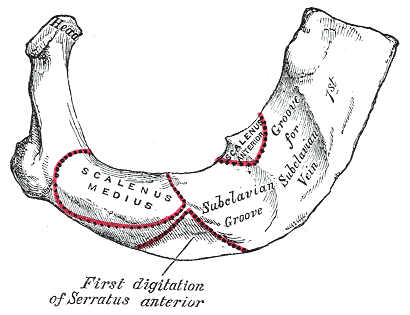
Costelas típicas.
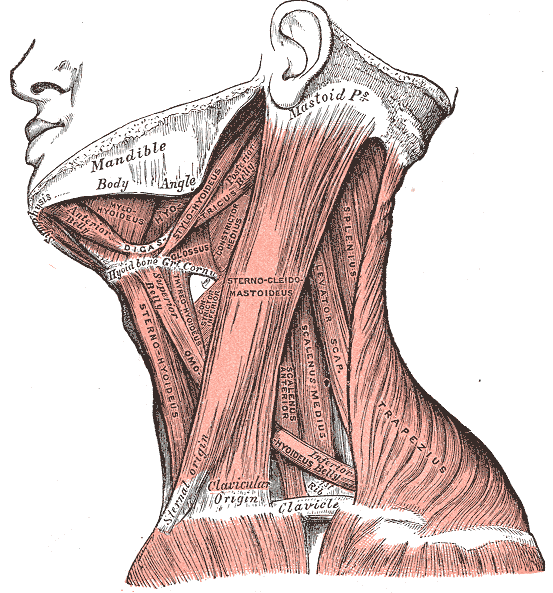
Músculos do pescoço: vista lateral.
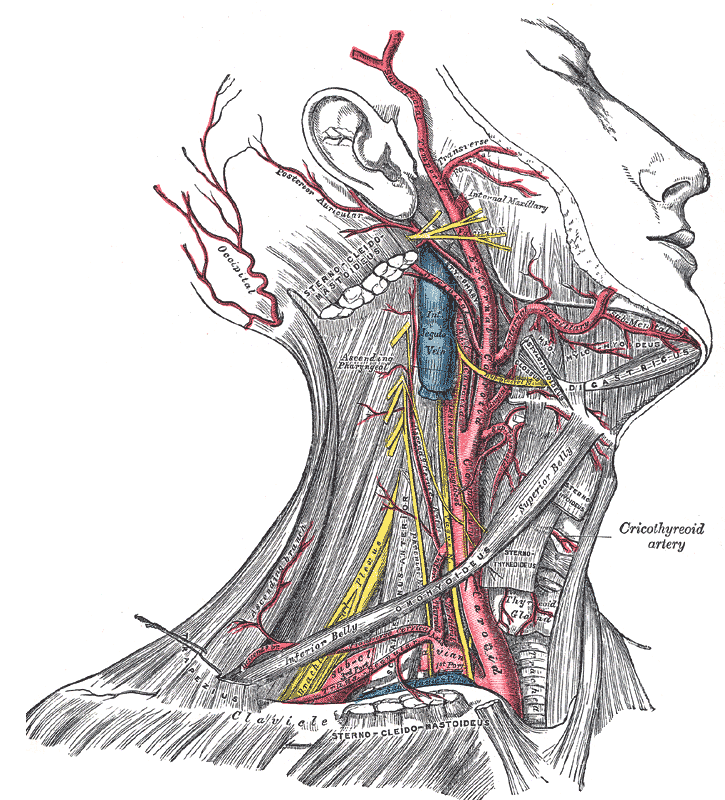
Dissecção superficial do lado direito do pescoço, mostrando as artérias carótida e subclávia.
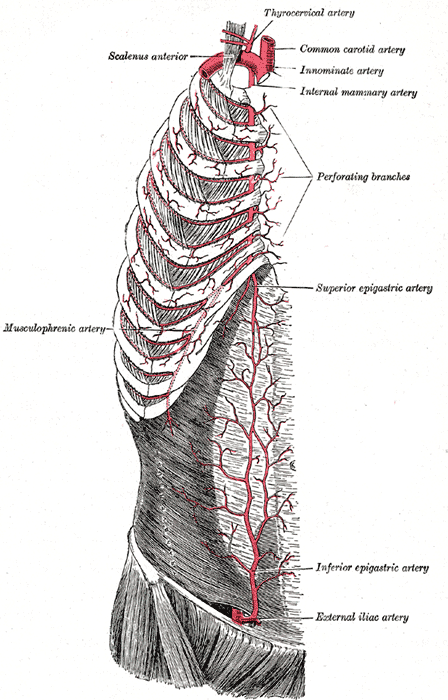
A artéria mamária interna e seus ramos.
O plexo braquial direito e seus ramos, visto de frente.